# Dos Arroyos 2da. Sección
Dos Arroyos 2da. Sección är en ort i Mexiko.   Den ligger i kommunen Salto de Agua och delstaten Chiapas, i den sydöstra delen av landet, 800 km öster om huvudstaden Mexico City. Dos Arroyos 2da. Sección ligger 31 meter över havet och antalet invånare är 233.
Terrängen runt Dos Arroyos 2da. Sección är platt åt nordost, men åt sydväst är den kuperad. Runt Dos Arroyos 2da. Sección är det ganska glesbefolkat, med 34 invånare per kvadratkilometer. Närmaste större samhälle är Salto de Agua, 12,1 km sydväst om Dos Arroyos 2da. Sección. Trakten runt Dos Arroyos 2da. Sección består till största delen av jordbruksmark.